# Equador
Equador là một đô thị thuộc bang Rio Grande do Norte, Brasil. Đô thị này có diện tích 264,983 km², dân số năm 2007 là 5791 người, mật độ 21,9 người/km².